# 눈물의 흔적이 사라질 무렵
〈눈물의 흔적이 사라질 무렵〉(일본어: 涙のアトが消える頃 나미다노아토가키에루코로[*])은 V6의 43번째 싱글이다.

## 개요
전작 〈네가 떠올리는 나는 너를 사랑하고 있을까〉로부터 약 1년 만의 싱글이다.

## 수록곡

### 초회 생산 한정반 A
CD
1. 涙のアトが消える頃 / 눈물의 흔적이 사라질 무렵
작사: kei / 작곡: GT-R / 편곡: CHOKKAKU
  - TV 아사히 계열 《경시청 수사 1과 9계 season9》 주제가
2. BEAT OF LIFE
작사: Sunny Boy / 작곡: Fredrik "Figge" Bostrom, 카와구치 스스무 / 편곡: 카와구치 스스무
  - TBS 《어메이지 팡!》 엔딩 송

DVD
1. 涙のアトが消える頃 MUSIC VIDEO
2. 涙のアトが消える頃 MV 오프 숏

### 초회 생산 한정반 B
CD
1. 涙のアトが消える頃 / 눈물의 흔적이 사라질 무렵
2. BEAT OF LIFE

DVD
1. V6의 대기실 인생 상담회!?

### 통상반
CD
1. 涙のアトが消える頃 / 눈물의 흔적이 사라질 무렵
2. BEAT OF LIFE
3. GOOD LIFE
작사: MiNE / 작곡: Andreas Ohrn, Henrik Smith, MiNE / 편곡: Andreas Ohrn, Henrik Smith
4. 僕たちの明日 / 우리의 내일
작사: 코바야시 미츠아키 / 작곡: 카와구치 스스무, Joakim Bjornberg, Christofer Erixon / 편곡: 카와구치 스스무, 쿠메 야스타카
5. 涙のアトが消える頃 (Instrumental)
6. BEAT OF LIFE (Instrumental)
7. GOOD LIFE (Instrumental)
8. 僕たちの明日 (Instrumental)